# فيلا أوريليا (بحيرة كومو)
Villa Aurelia (Villa Aurelia) هو سكن تاريخي الحرية في قرية ليرنا القديمة على بحيرة كومو ، ويطل على نتوء بيلاجيو ، على الحدود مع فارينا.

## التاريخ
يُطلق على Villa Aurelia أيضًا اسم Villa Besana من اسم المهندس المعماري الذي بناها في عام 1921.
هناك العديد من كبار الشخصيات الدولية الذين حاولوا شراء Villa Aurelia ، لفترة طويلة دون نجاح في العشرين عامًا الماضية ، بما في ذلك سيلفستر ستالون وجورج كلوني. يبدو من الشائعات غير الرسمية والسرية أن جورج كلوني حاول تقديم أكثر من 110 مليون دولار في عام 2018 ، لكن عرضه قوبل بالرفض من قبل عائلة المالك التاريخي الذي اعتبر أن الرقم منخفض للغاية.
في عام 2023، تم بيع فيلا كامباري (أو فيلا ليه سيدر) على الساحل الأزرق في سان جان كاب فيرات بسعر 200،000،000 يورو.

## الوصف
تتميز فيلا Aurelia بتصميم مستطيل ، بواجهة مواجهة للبحيرة حيث يمكن رؤية عناصر انتقائية وذكريات فن الآرت نوفو من خلال الأبراج والشرفات والممرات المتصلة بالجسم الرئيسي التي تتخللها نوافذ مفردة وأعمى. من ناحية أخرى ، تسود التراكوتا على الجبهة المواجهة للشارع. يحتوي الجزء الداخلي من Villa di Lierna على عناصر مختلفة من فن الآرت نوفو والحديد المطاوع ونوافذ زجاجية ملونة ثمينة.
تتميز الفيلا ، على طراز فن الآرت نوفو ، بعناصر من العصور الوسطى ، والتي تميز القلعة القريبة وقرية Lierna القديمة بأكملها ، بأسلوب انتقائي جامح ، مليء بالاقتباسات والموضوعات المتداخلة. تتشابك عناصر فن الآرت نوفو مع تصميم العصور الوسطى مع تداخل شديد وتناقضات لونية.